# Edward Sabine
Edward Sabine (født 14. oktober 1788 i Dublin, død 26. juni 1883) var en irsk artillerigeneral og geodæt.
Efter nogen tids krigstjeneste i Canada kom Sabine tilbage til England 1816 og dyrkede efter den tid sine yndlingsvidenskaber astronomi, jordmagnetisme og fuglekendskab. 1818 blev han medlem af Royal Society, og samme år gik han under John Ross ud som astronom for at finde Nordvestpassagen. I Parrys ekspedition 1819 deltog Sabine ligeledes, og 1821 fik han af Royal Society Copleymedaljen for sine arktiske arbejder. Derefter fulgte en lang række pendulmålinger til bestemmelse af tyngdekraftens størrelse på forskellige steder af Jorden, således 1821—23 i troperne fra Afrikas Vestkyst til Amerikas Østkyst og 1823 fra New York til Grønland, Norge og Spitsbergen. 1834 begyndte han den første magnetiske opmåling af de britiske øer, og senere forestod han oprettelsen af en række magnetiske stationer, spredte over hele det britiske rige fra Canada til Kap (?Kapstaden?) og Indien. Hans hovedarbejde blev nu i en årrække overledelsen af disse stationers arbejde og i det hele studiet af jordmagnetismen. Dels i katalogform, dels som kort samlede og udgav han alle magnetiske observationer fra 1818—40 over hele jorden og gav herved et meget betydeligt bidrag til studiet af Jordens magnetiske forhold. 1864 fik han iværksat en meget vigtig række pendulmålinger i Forindien fra Kap Komori til Himalaya. 1861—71 var Sabine præsident for Royal Society, 1876 afsluttede han sit videnskabelige arbejde, og 1877 tog han afsked fra hæren. De fleste af hans afhandling blev offentliggjort i Philosophical transactions.
1. ↑  Navnet er anført på engelsk og stammer fra Wikidata hvor navnet endnu ikke findes på dansk.